# Сферна тригонометрија
Сферна тригонометрија је тригонометрија сферног троугла, тј. учење о зависности између страница и углова сферног троугла. За разлику од обичне, раванске тригонометрије, у сферној тригонометрији три угла троугла једнозначно одређују његов облик и димензије.

## Геометрија на кугли (сфери)
Геодезијска линија је „права“ површи чија је геодезијска кривина у свакој њеној тачки једнака нули. Довољно мали луци геодезијске линије су најкраћи путеви те површи између својих крајњих тачака. Тако геодезијске линије на површи играју исту улогу као праве у равни.
Геодезијске линије на цилиндру су завојнице (линије завртања), а на лопти то су велики кругови.

### Геодезијске линије сфере
Пресечемо ли куглу (лопту) равнином кроз њено средиште, тачку О на слици десно (сл.1), на површини кугле (сфере) добијамо тзв. главну кружницу чији полупречник је једнак полупречнику сфере. То је велика кружница дате сфере. Кроз произвољне две тачке A и B на кугли, с изузетком дијаметралних, можемо повући једну велику кружницу. Њен мањи лук AB је најкраћа линија на кугли (у сфери) која спаја те тачке; зовемо је геодезијска линија на кугли, и на кугли има исту улогу као права у равни.

### Мерење лукова и углова на сфери
Дужина лука главне кружнице {\displaystyle AB=\cup c\,} са централним углом {\displaystyle \gamma \,} (у радијанима), једнака је {\displaystyle R\gamma ,\,} где је {\displaystyle R\,} полупречник сфере (сл.2.). За једну исту сферу прикладно је за јединицу мерења лука узети полупречник {\displaystyle R\,.} Тада је {\displaystyle \cup c=\gamma .\,} У наредним формулама примењена је та јединица за мерење.

### Сферни троугао
Три велике кружнице на сфери одређују неколико сферних троуглова. Од њих посматрамо онај (на сликама десно троугао ABC) коме свака од три странице има централни угао велике кружнице (сл.2, угао AOB), мањи од 180°, односно коме је сваки од унутрашњих углова мањи од 180°.

### Основне особине сферног троугла
- Збир A+B+C унутрашњих углова сферног троугла увек је већи од 180°.
- Разлику (A+B+C)-π=δ, мерену у радијанима, називамо сферни ексцес датог сферног троугла.

### Површина сферног троугла и двоугла
- Површина сферног троугла је {\displaystyle P=R^{2}\delta ,\,}, где је R полупречник лопте, а δ је сферни ексцес.
- Површина сферног двоугла који чине два лука главних кружница је {\displaystyle P_{2}=2R^{2}A,\,} где је угао А изражен у радијанима.

## Решавање сферних троуглова
Наспрам темена {\displaystyle A,B,C\,} налазе се лукови, странице сферног троугла {\displaystyle a,b,c\,}. У теменима сферног троугла налазе се истоимени углови.

### Правоугли троугао
Нека су {\displaystyle a,b\,} катете, а {\displaystyle c\,} је хипотенуза правоуглог сферног троугла ABC. То значи да тангенте повучене на катете (лукове CA и CB) у тачки (C) наспрам хипотенузе граде прав угао. Важе следећи односи:
{\displaystyle \sin a=\sin c\sin A,\quad \sin b=\sin c\sin B,}
{\displaystyle \cos A=\cos a\sin B,\quad \cos B=\cos b\sin A,}
{\displaystyle \cos c=\cos a\cos b,\quad \cos c=\cot A\cot B,}
{\displaystyle \tan a=\sin b\tan A,\quad \tan b=\sin a\tan B,}
{\displaystyle \tan a=\tan c\cos B,\quad \tan b=\tan c\cos A.}
Ове формуле можемо добити из следећег Неперовог правила:
Ако распоредимо пет елемената правоуглог троугла (без правог угла) по кружници, редом како се они налазе у троуглу, и заменимо катете {\displaystyle a,b} с њиховим комплементарним угловима, тада:
- косинус сваког елемента једнак је производу котангенса двају њему суседних елемената;
- косинус сваког елемента једнак је производу синуса њему супротних елемената.

На пример, {\displaystyle \cos A=\cot(90^{o}-b)\cot c,\;\cos(90^{o}-a)=\sin c\sin A.}

### Косоугли троугао
Нека су {\displaystyle A,B,C\,} углови сферног троугла; {\displaystyle a,b,c\,} су насупротне странице. Тада важи:
{\displaystyle {\frac {\sin a}{\sin A}}={\frac {\sin b}{\sin B}}={\frac {\sin c}{\sin C}},\;} "синусна теорема";
{\displaystyle \cos a=\cos b\cos c+\sin b\sin c\cos A,\;}
{\displaystyle \cos A=-\cos B\cos C+\sin B\sin C\cos a,\;} "косинусна теорема";
{\displaystyle \sin a\cot b=\cot B\sin C+\cos a\cos C;\,}
{\displaystyle \sin A\cot B=\cot b\sin c-\cos A\cos c.\,}